# Jiří Šón
Jiří Šón (31. října 1932, Brno – 29. července 2004) byl český fotbalový záložník. Jeho bratranec Josef Jaroš byl rovněž prvoligovým fotbalistou.

## Fotbalová kariéra
V československé lize hrál za Rudou Hvězdu Brno. V lize nastoupil v 93 utkáních a dal 5 gólů. Vítěz Spartakiádního poháru 1960. V Poháru vítězů pohárů nastoupil ve 2 utkáních. Na konci kariéry hrál opět za Spartak Líšeň.

## Ligová bilance
| Ročník                                   | Zápasy | Góly | Klub             |
| ---------------------------------------- | ------ | ---- | ---------------- |
| 1. československá fotbalová liga 1957/58 | 25     | 2    | Rudá Hvězda Brno |
| 1. československá fotbalová liga 1958/59 | 25     | 0    | Rudá Hvězda Brno |
| 1. československá fotbalová liga 1959/60 | 23     | 1    | Rudá hvězda Brno |
| 1. československá fotbalová liga 1960/61 | 20     | 2    | Rudá Hvězda Brno |
| CELKEM                                   | 93     | 5    |                  |